# Ariopsis protanthera
Ariopsis protanthera är en kallaväxtart som beskrevs av Nicholas Edward Brown. Ariopsis protanthera ingår i släktet Ariopsis och familjen kallaväxter. Inga underarter finns listade.